# جيمي يو
جيمي يو (بالإنجليزية: Jimmy Yu)‏ هو عازف قيثارة أمريكي، ولد في 1968.